# 1302 Верра
1302 Верра (1302 Werra) — астероїд головного поясу, відкритий 28 вересня 1924 року.
Тіссеранів параметр щодо Юпітера — 3,193.
Названо на честь Верра (нім. Werra) — річки в Німеччині.